# در دوره شباب افسونگریش
«در دورهٔ شباب افسونگریش» (به انگلیسی: In the Springtime of His Voodoo) ترانه‌ای از خواننده/ترانه‌سرای آمریکایی توری ایموس است که در سال ۱۹۹۶ منتشر شد. این یکی از قطعات چهارمین آلبوم استودیویی ایموس با نام Boys for Pele بود. این یکی از ترانه‌های پیچیدهٔ آلبوم است که شعر عجیب و غریب آن با خارج خواندن‌های عمدی ایموس و بریج‌های متعدد در موسیقی همراهی می‌شود.
«در دورهٔ شباب افسونگریش» در زمان انتشارش در ایالات متحده به‌مدت ۱۲ هفته در ترانه‌های دنس کلاب بیلبورد حضور داشت و تا ردهٔ ششم آن جدول صعود کرد.

## فهرست قطعه‌های تک‌آهنگ

### نسخهٔ سی‌دی مَکسی
1. «در دورهٔ شباب افسونگریش» (ال‌پی میکس): ۵:۳۲
2. «در دورهٔ شباب افسونگریش» (هاسبروک هایتس سینگل میکس): ۴:۲۵
3. «در دورهٔ شباب افسونگریش» (هاسبروک هایتس کلاب میکس): ۱۰:۰۴
4. «در دورهٔ شباب افسونگریش» (کوایت میکس): ۴:۳۰
5. «در دورهٔ شباب افسونگریش» (شوگر داب): ۸:۵۲[۳]

### نسخهٔ ۱۲ اینچ مَکسی
1. «در دورهٔ شباب افسونگریش» (هاسبروک هایتس کلاب میکس): ۱۰:۰۴
2. «در دورهٔ شباب افسونگریش» (کوایت میکس): ۴:۳۰
3. «در دورهٔ شباب افسونگریش» (شوگر داب): ۸:۵۲
4. «در دورهٔ شباب افسونگریش» (هاسبروک هایتس سینگل میکس): ۴:۲۵[۴]